# 아라파의 날

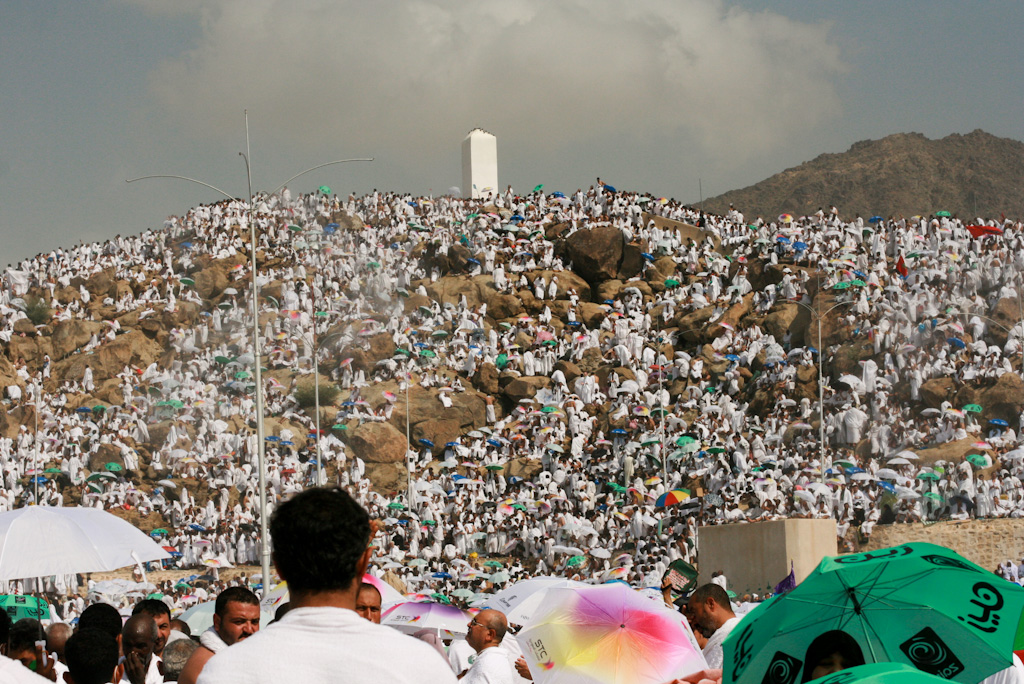
메카 아라파트산의 순례자들

아라파의 날(Day of Arafah, 아랍어: يوم عربة, 로마자 표기: Yawm 'Arafah)은 이슬람력으로 두 알히자 9일에 해당하는 이슬람 휴일이다. 하즈 순례의 둘째 날이며 이드 알아드하 휴일이 이어진다. 이날 새벽, 무슬림 순례자들은 미나에서 아라파트산과 아라파트 평야라고 불리는 인근 언덕과 평야로 향하게 된다. 이슬람 예언자 무함마드가 생애 마지막 해에 마지막 설교를 한 곳이 바로 이곳이었다. 일부 무슬림들은 이슬람교가 완성되었음을 알리는 꾸란 구절의 일부가 이날 계시되었다고 주장한다.

## 같이 보기
- 이드 알피트르
- 이드 알아드하